# Jorge Giordano
Jorge Antonio Giordano Moreno (Florida, 27 de febrero de 1965) es un entrenador uruguayo de fútbol. Actualmente es el director de Selecciones Nacionales en la Asociación Uruguaya de Fútbol.

## Trayectoria
Comenzó su carrera futbolística como jugador en Club Atlético Florida, desde las formativas hasta llegar a primera división. Formó parte de la selección de su departamento.
En el fútbol profesional, formó parte a comienzos de los '90 de los planteles de Liverpool Fútbol Club y Club Social y Deportivo Villa Española, equipos de Montevideo. Luego volvió a su ciudad natal para terminar su carrera en el mismo equipo que había debutado.
La carrera de técnico la inicia en Florida en la segunda parte de la década de 1990. Como profesional comienza en 2001 como asistente técnico en el Club Deportivo Guabirá de Bolivia. Luego tuvo el mismo rol en Club Social y Deportivo Villa Española, Plaza Colonia, Cerrito, Rampla Juniors, Danubio y  Peñarol.
Su trayectoria como técnico a nivel profesional comienza en 2008 dirigiendo al Centro Atlético Fénix, club con el que logra el campeonato de la Segunda División Profesional de Uruguay y logrando el ascenso a Primera división. Luego dirigió a Danubio, Rampla Juniors, CNI de Perú (Club con el que descendió de categoría) y Racing Club de Montevideo. Desde 2013 dirige a Juventud de Las Piedras siendo además coordinador de todas las divisiones juveniles del equipo. En este club consiguió una histórica clasificación a la Copa Sudamericana 2015.
Es además profesor del Instituto Superior de Educación Física en la materia técnico-táctica de fútbol.

## Clubes

### Como jugador
| Club             | País    | Año       |
| ---------------- | ------- | --------- |
| Atlético Florida | Uruguay | 1980-1990 |
| Liverpool        | Uruguay | 1990      |
| Villa Española   | Uruguay | 1990-1995 |
| Atlético Florida | Uruguay | 1995      |

### Como entrenador
| Club                    | País    | Año       |
| ----------------------- | ------- | --------- |
| Atlético Florida        | Uruguay | 1995-1998 |
| OFI sub-20              | Uruguay | 1997      |
| Selección de Florida    | Uruguay | 1998-1999 |
| Fénix                   | Uruguay | 2008-2009 |
| Danubio                 | Uruguay | 2009-2010 |
| Rampla Juniors          | Uruguay | 2010-2011 |
| CNI                     | Perú    | 2011      |
| Racing                  | Uruguay | 2012      |
| Juventud de Las Piedras | Uruguay | 2013-2016 |
| Wanderers               | Uruguay | 2017      |
| River Plate             | Uruguay | 2018-2019 |
| Nacional                | Uruguay | 2020-2021 |

#### Estadísticas
| Club                    | País    | Año       | PJ  | G  | E  | P   | GF  | GC  | DG  | EF%    |
| ----------------------- | ------- | --------- | --- | -- | -- | --- | --- | --- | --- | ------ |
| Danubio                 | Uruguay | 2009-2010 | 21  | 9  | 3  | 9   | 35  | 36  | -1  | 47.62% |
| Rampla Juniors          | Uruguay | 2010-2011 | 21  | 6  | 6  | 9   | 26  | 35  | -9  | 38.1%  |
| CNI                     | Perú    | 2011      | 7   | 2  | 0  | 5   | 6   | 10  | -4  | 28.57% |
| Racing                  | Uruguay | 2012      | 21  | 6  | 4  | 11  | 27  | 38  | -11 | 34.92% |
| Juventud de Las Piedras | Uruguay | 2013-2016 | 100 | 32 | 28 | 40  | 124 | 135 | -11 | 41.33% |
| Wanderers               | Uruguay | 2017      | 41  | 17 | 7  | 17  | 63  | 64  | -1  | 47.15% |
| River Plate             | Uruguay | 2018-2019 | 27  | 5  | 10 | 12  | 28  | 53  | -25 | 30.86% |
| Nacional                | Uruguay | 2020-2021 | 26  | 12 | 8  | 6   | 29  | 24  | +5  | 56.41% |
| Total                   | Total   | Total     | 264 | 89 | 66 | 109 | 338 | 395 | -57 | 42.05% |